# Jacob Wilson
Jacob Wilson (Los Ángeles, California, 30 de marzo de 2002) es un jugador profesional estadounidense de béisbol que se desempeña en la posición de campocorto en Oakland Athletics, equipo de las Grandes Ligas de Béisbol (MLB).

## Carrera
Fue seleccionado en la primera ronda del Draft de la MLB de 2023 por Oakland Athletics, equipo donde lleva jugando una temporada.